# Eupithecia densicauda
Eupithecia densicauda är en fjärilsart som beskrevs av W. Warren 1903. Eupithecia densicauda ingår i släktet Eupithecia och familjen mätare. Inga underarter finns listade i Catalogue of Life.